# F-09D
docomo with series F-09D ANTEPRIMA（ドコモ ウィズシリーズ エフゼロキューディー アンテプリマ）は、富士通によって開発された、NTTドコモの第3世代移動通信システム（FOMA）端末である。docomo with seriesのひとつ。

## 概要
ファッションブランドANTEPRIMAとのコラボレーションモデルで、ARROWS Kiss F-03Dをベースとしている。ANTEPRIMAとのコラボレーションモデルが発売されるのは、2010年11月27日に発売されたdocomo STYLE series F-02CのANTEPRIMA GOLD以来となる。Androidのバージョンが4.0に引き上げられている他、RAMとROMの容量が強化されているなど若干の変更が加えられている。
ホームキーやカメラの周囲、同梱のタッチペンの先端部分には、ANTEPRIMAのシンボルである「フィオーリ」と呼ばれる花柄のモチーフがあしらわれている。またロック解除画面やdocomo Palette UIのデザインにもANTEPRIMAのデザインが反映されているほか、スペシャルデザインのライブ壁紙やデコメ絵文字、ウィジェットなどの内蔵コンテンツもプリインストールされている。さらにANTEPRIMAのワイヤーバッグをイメージしたオリジナルストラップも同梱されている。
なお、この機種はANTEPRIMAブランドを冠しているがARROWSシリーズである（これはF-03D Girls'も同様）。

## 追加された機能
- 気配り着信

歩行・走行状態を自動で判別し、移動状態に合わせて着信音量を大きくして着信を知らせる。
- 戻ってシェイク

意図せずに画面の向きが変わっても、本体を2回以上振るだけで戻すことが可能。
- 持ってる間ON

傾きと揺れから本体を手に持っていることを判別し、操作の途中で画面が消えるの防ぐ。
- あわせるズーム

本体の揺れを検知し、自動的に読みやすい文字にサイズアップする。
- 響（ひびき）カット

広いホールなど音が反響しやすい場所でも反響音を削除して、音声をクリアに伝達。
- プライバシービュー

画面のコントラストを下げて表示内容を見えにくくして、周りからの覗き見を防ぐ。
- スライドインランチャー

画面の端から中央へ指を動かすスワイプ操作で、ホーム画面に戻らずによく使うアプリや機能をすぐに起動可能（最大8個まで設定可能）。
- NX!エコ

画面の明るさや各種機能をOFFにし、電池の消耗を抑える省電力機能。
- スクリーンショット

電源ボタンとサイドキー（下）を同時に長押しすることで、見ているWeb画面を保存できる。

## 主な機能
| 主な対応サービス                                 | 主な対応サービス                         | 主な対応サービス                       | 主な対応サービス                              |
| ------------------------------------------------ | ---------------------------------------- | -------------------------------------- | --------------------------------------------- |
| タッチパネル／加速度センサー                     | Xi／FOMAハイスピード                     | Bluetooth                              | DCMX／おサイフケータイ／赤外線／トルカ        |
| ワンセグ／モバキャス                             | メロディコール                           | テザリング                             | WiFi IEEE802.11b/g/n                          |
| GPS                                              | spモード／電話帳バックアップ             | デコメール／デコメ絵文字／デコメアニメ | iチャネル                                     |
| エリアメール／ソフトウェアーアップデート自動更新 | デジタルオーディオプレーヤー(WMA)(MP3他) | GSM／3Gローミング（WORLD WING）        | フルブラウザ／Flash Player                    |
| Google Play／dメニュー／dマーケット              | Gmail／Google Talk／YouTube／Picasa      | バーコードリーダ／名刺リーダ           | ドコモ地図ナビ／Google Maps／ストリートビュー |

## 歴史
- 2012年5月16日 - NTTドコモより発表。
- 2012年6月21日 - 事前予約開始。
- 2012年6月27日 - 発売開始[3]。

## アップデート
2012年7月26日に以下の不具合の修正がソフトウェアアップデートによって行われた。
- 本体の電源を入れた時、まれに「docomo with series」画面で再起動する場合がある。

2013年12月16日に以下の不具合の修正がソフトウェアアップデートによって行われた。
- ブラウザを長時間利用すると、まれにブラウザが強制終了する場合がある。